# Nunatak Petra Krivonosa
Nunatak Petra Krivonosa är en nunatak i Antarktis. Den ligger i Västantarktis. Argentina, Chile och Storbritannien gör anspråk på området. Toppen på Nunatak Petra Krivonosa är 1 430 meter över havet.
Terrängen runt Nunatak Petra Krivonosa är platt norrut, men söderut är den kuperad. Trakten är obefolkad. Det finns inga samhällen i närheten.